# Isabelle Delobel
Isabelle Delobel (Clermont-Ferrand, 17 giugno 1978) è un'ex danzatrice su ghiaccio francese.
Insieme a Olivier Schoenfelder ha vinto l'oro al Campionato del mondo nel 2008, un oro (2007), un argento (2008) e un bronzo (2005) al Campionato europeo e un oro (2008) e un bronzo (2007) alla Finale del Grand Prix.. È sorella gemella di Véronique Delobel, anch'ella ex danzatrice su ghiaccio.

## Palmarès
(con Schoenfelder)
| Risultati                                                           | Risultati      | Risultati      | Risultati      | Risultati      | Risultati      | Risultati      | Risultati      | Risultati      | Risultati      | Risultati      | Risultati      | Risultati      | Risultati      | Risultati      | Risultati      | Risultati      |
| Internazionali                                                      | Internazionali | Internazionali | Internazionali | Internazionali | Internazionali | Internazionali | Internazionali | Internazionali | Internazionali | Internazionali | Internazionali | Internazionali | Internazionali | Internazionali | Internazionali | Internazionali |
| Evento                                                              | 1994–95        | 1995–96        | 1996–97        | 1997–98        | 1998–99        | 1999–00        | 2000–01        | 2001–02        | 2002–03        | 2003–04        | 2004–05        | 2005–06        | 2006–07        | 2007–08        | 2008–09        | 2009–10        |
| ------------------------------------------------------------------- | -------------- | -------------- | -------------- | -------------- | -------------- | -------------- | -------------- | -------------- | -------------- | -------------- | -------------- | -------------- | -------------- | -------------- | -------------- | -------------- |
| Giochi olimpici invernali                                           |                |                |                |                |                |                |                | 16°            |                |                |                | 4°             |                |                |                | 6°             |
| Campionati mondiali                                                 |                |                |                | 18°            | 14°            | 11°            | 13°            | 12°            | 9°             | 6°             | 4°             | 5°             | 4°             | 1°             |                |                |
| Campionati europei                                                  |                |                |                | 15°            | 12°            | 9°             | 10°            |                | 7°             | 4°             | 3°             | 4°             | 1°             | 2°             |                |                |
| GP Finale                                                           |                |                |                |                |                |                |                |                |                | 5°             | 6°             | 6°             | 4°             | 3°             | 1°             |                |
| GP Cup of China                                                     |                |                |                |                |                |                |                |                |                | 3°             |                |                |                |                |                |                |
| GP Cup of Russia                                                    |                |                |                |                |                |                |                |                |                |                |                |                | 3°             |                |                |                |
| GP Lalique/Bompard                                                  |                |                | 6°             | 7°             | 7°             | 7°             | 5°             | 5°             | 2°             | 3°             | 3°             | 2°             | 2°             | 1°             | 1°             |                |
| GP NHK Trophy                                                       |                |                |                | 7°             |                |                |                |                | 4°             |                | 3°             |                |                | 1°             |                |                |
| GP Skate America                                                    |                |                |                |                |                |                |                |                |                | 3°             |                | 2°             |                |                | 1°             |                |
| GP Skate Canada                                                     |                |                |                |                | 7°             | 3°             |                | 5°             |                |                | 4°             |                |                |                |                |                |
| GP Sparkassen                                                       |                |                |                |                |                |                | 5°             |                |                |                |                |                |                |                |                |                |
| Bofrost Cup                                                         |                |                |                |                |                |                |                |                |                |                | 2°             |                |                |                |                |                |
| Nebelhorn Trophy                                                    |                |                | 3°             |                |                |                |                |                |                |                |                |                |                |                |                |                |
| Ondrej Nepela Trophy                                                |                |                |                |                |                |                |                |                |                |                |                |                |                | 1°             |                |                |
| Lysianne Lauret                                                     |                |                | 4°             |                |                |                |                |                |                |                |                |                |                |                |                |                |
| Internazionali: Junior                                              |                |                |                |                |                |                |                |                |                |                |                |                |                |                |                |                |
| Campionati mondiali                                                 | 4°             | 2°             |                |                |                |                |                |                |                |                |                |                |                |                |                |                |
| Odessa Trophy                                                       |                | 2°             |                |                |                |                |                |                |                |                |                |                |                |                |                |                |
| Autumn Trophy                                                       |                | 1°             | 4°             |                |                |                |                |                |                |                |                |                |                |                |                |                |
| Ucraina Trophy                                                      | 2°             |                |                |                |                |                |                |                |                |                |                |                |                |                |                |                |
| EYOF                                                                | 1°             |                |                |                |                |                |                |                |                |                |                |                |                |                |                |                |
| Nazionali                                                           |                |                |                |                |                |                |                |                |                |                |                |                |                |                |                |                |
| Campionati francesi                                                 | 3° J.          | 1° J.          | 4°             | 4°             | 3°             | 2°             | 2°             |                | 1°             | 1°             | 1°             | 1°             | 1°             | 1°             |                |                |
| Master's de Patinage                                                |                |                |                |                |                |                | 1°             | 1°             | 1°             |                |                |                |                | 1°             |                |                |
| GP = Grand Prix (Champions Series 1995–1997); J. = Categoria Junior |                |                |                |                |                |                |                |                |                |                |                |                |                |                |                |                |